# Place Robert-Desnos
La place Robert-Desnos est une voie du 10e arrondissement de Paris, en France.

## Situation et accès
La place Robert-Desnos est une place publique située dans le 10e arrondissement de Paris. Elle dessert les rues Francis-Jammes, Boy-Zelenski, Albert-Camus et Georg-Friedrich-Haendel. Elle jouxte le square Amadou-Hampate Ba.
C'est la place centrale de la ZAC Jemmapes-Grange-aux-Belles.

## Origine du nom

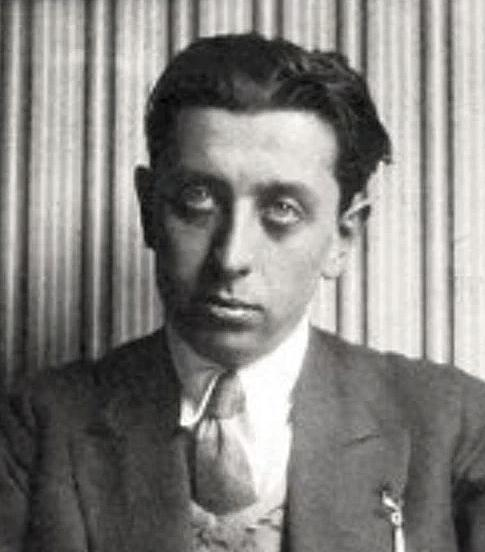
Robert Desnos.

Elle porte le nom du poète français Robert Desnos (1900-1945).

## Historique
La ZAC dont fait partie la « place Robert-Desnos » a été construite en 1978 par les architectes Jacques Labro et Jean-Jacques Orzoni.

## Bâtiments remarquables et lieux de mémoire
La place Robert-Desnos est équipée d'une fontaine Wallace.